# Cultura de Poltavka
La cultura de Poltavka (2700 - 2100 aC) és un poble del bronze mitjà provinent de la cultura iamna que va florir a les estepes russes. Es caracteritza per assentaments petits, una economia pastoral i una ceràmica de recipients de fons pla que la distingeixen de cultures veïnes. Enterrava els seus morts en tombes individuals segons l'estatus social., acompanyats d'armes i de vegades amb el sacrifici dels cavalls que havien tingut en vida. Es creu que s'associa amb el protoindoiranià.